# Jay Ferguson (musicista)
Jay Ferguson (Burbank, 10 maggio 1947) è un musicista e compositore statunitense.
Ha composto musiche per film e serie televisive, tra cui: Nightmare 5 - Il mito e NCIS: Los Angeles. È stato membro degli Spirit e dei Jo Jo Gunne.

## Discografia parziale

### Album
- Thunder Island (1977)

### Singoli
- Thunder Island (1977)
- Shakedown Cruise (1979)

## Filmografia parziale

### Cinema
- L'angelo e il diavolo (Death of an Angel), regia di Petru Popescu (1985)
- Best Seller, regia di John Flynn (1987)
- Pulse - Scossa mortale (Pulse), regia di Paul Golding (1988)
- La grande promessa (Johnny Be Good), regia di Bud S. Smith (1988)
- Vivere nel terrore (Bad Dreams), regia di Andrew Fleming (1988)
- License to Drive - Licenza di guida (License to Drive), regia di Greg Beeman (1988)
- California Skate (Gleaming the Cube), regia di Graeme Clifford (1989)
- Nightmare 5 - Il mito (A Nightmare on Elm Street 5: The Dream Child), regia di Stephen Hopkins (1989)
- Double Dragon, regia di James Yukich (1994)

### Televisione
- I racconti della cripta (Tales from the Crypt) - serie TV, 14 episodi (1989-1996)
- Gli acchiappamostri (Eerie, Indiana) - serie TV, 1 episodio (1991)
- Melrose Place - serie TV, 1 episodio (1992)
- Tremors - La serie (Tremors) - serie TV, 2 episodi (2003)
- Women's Murder Club - serie TV, 9 episodi (2007)
- NCIS: Los Angeles - serie TV (2010-in corso)